# Сигал, Александр Маркович
Александр Маркович Сигал (1888, Одесса — 1968, там же) — советский врач и учёный-медик, кардиолог и инфекционист, доктор медицинских наук (1936), профессор (1941). Один из первых аритмологов в России.

## Биография
Родился в Одессе в семье сатановского мещанина Меера-Шоела Сигала (1858—?) и Лизы Боруховны Сигал (в девичестве Вайдрах, 1861—?), заключивших брак там же 28 августа 1883 года. Получил естественнонаучное образование в Новороссийском университете (1905—1909). В 1912 году окончил медицинский факультет Императорского университета Святого Владимира в Киеве, работал ординатором больницы в Одессе. Участвовал как военный врач в Первой мировой войне. 
В 1919—1923 годах являлся старшим врачом и заведующим отделением Одесской губернской больницы. В 1924—1927 годах — заведующий терапевтическим отделением санатория «Лермонтовский», в 1927—1941 годах — заведующий кардиологической клиникой Украинского института курортологии и бальнеологии, в 1941—1945 годах — заведующий кафедрой инфекционных болезней Ташкентского института усовершенствования врачей. Сигал изучал патологию кровообращения при инфекционных болезнях, установил показания и противопоказания к назначению углекислых ванн, изучал механизм их влияния на организм, разрабатывал проблемы применения препаратов наперстянки при инфаркте миокарда и других болезнях сердца. Член правления Всесоюзного научного общества терапевтов.
Кроме многочисленных работ по различным вопросам кардиологии, был автором первой в стране монографии по аритмологии «Ритмы сердечной деятельности и их нарушения», целиком посвящённой нарушениям ритма сердца и выдержавшей два издания в советское время (1935 и 1958). Известен оригинальный подход А. М. Сигала для фиксации аритмий, будучи известным знатоком музыки (он является сооснователем Одесского филармонического общества), он предложил оригинальный подход, с использованием нотного стана, для записи тонов и ритмов сердца.

## Семья
Сестра — Любовь Марковна (Мееровна-Шоелевна) Сигал (1894—1956), скрипичный педагог.
Жена (с 10 сентября 1913 года) — Роза Ихилевна (Ихелевна, Михайловна) Сигал (в девичестве Абезгуз, 1891—?), дочь севастопольского второй гильдии купца Ихеля-Михеля Эльевича Абезгуза (12 декабря 1849, Херсон — 6 августа 1917, Одесса). Дочь — Нина Александровна Жирмунская (1919—1991), литературовед и переводчик, жена лингвиста В. М. Жирмунского.

## Сочинения
- «К вопросу о патологии кровообращения при сыпном тифе, фармакотерапии его, в частности, о применении наперстянки». Одесса, 1921
- «Углекислые ванны. Сущность их действия». Одесса, 1932
- «Сыпной тиф». М., 1933, 1934, 1946
- «Болезни сердца, их причины, лечение и предупреждение: Как себя вести сердечному больному». Одесса, 1934
- «Ритмы сердечной деятельности и их нарушения». Одесса, 1935; М., 1958
- «Наперстянка и её терапевтическое применение». М.–Л., 1940, 1956